# IV (album Proletaryatu)
IV – czwarty album polskiej grupy rockowej Proletaryat, nie licząc albumów koncertowych oraz kasety Revolt. 
Wydany w 1994.
Album osiągnął status złotej płyty.

## Spis utworów
1. „Jak ptak”
2. „Do góry”
3. „Nowy wspaniały świat”
4. „W letnią noc”
5. „Mój czas”
6. „Przemijanie”
7. „Chcę wiedzieć”
8. „Wygram”
9. „Na wznak”
10. „Droga”
11. „Piach i śnieg”
12. „Nie masz nic”
13. „On mówi”

## Twórcy
- Tomasz "Oley" Olejnik – śpiew
- Jarosław "Siemion" Siemienowicz – gitara
- Dariusz "Kapcer" Kacprzak – gitara basowa
- Piotr "Pniaku" Pniak – perkusja